# Mord an Brestir und Beinir
Der Mord an Brestir und Beinir fand auf Stóra Dímun, Färöer, statt und ist eine Episode der Färingersaga. Geschrieben wurde die Färingersaga im 12. oder 13. Jahrhundert.

## Geschehnisse und Protagonisten
In den späten 960er Jahren herrschten zwei Parteien über die Färöer, dabei handelte es sich zum einen um Havgrímur, der seinen Besitz als Lehen von Harald II., der von 960 bis 970 König von Norwegen war, bekommen hatte. Zum anderen um Brestir und Beinir, die Söhne von Sigmund dem Älteren, der sein Lehen von Håkon Jarl bekommen hatte. Håkon Jarl war nach Harald II. bis 995 Regent von Norwegen. Sowohl Havgrímur als auch Brestir und Beinir haben ihre Ländereien als Lehen von norwegischen Herrschern bekommen. Die Färöer waren unter norwegischem Einfluss.
Brestir und Beinir lebten in Skúvoy. Sie waren Cousins von Tróndur í Gøtu, kamen aber nicht gut mit ihrem Cousin aus. Zu dieser Zeit gab es auf den Färöern ein etabliertes Thing auf der Halbinsel Tinganes auf der Insel Streymoy. Tróndur í Gøtu besaß einen Hof in Gøta. Er brauchte Geld, vermietete seinen Hof und fuhr nach Dänemark. In Dänemark kam Tróndur í Gøtu zu Geld.
Etwa im Sommer 669 stritten sich bei Havgrímur Einar Suðringur und Eldjarn Kambhøttur, während sie das Fell von Schafsköpfen absengten. Eldjarn Kambhøttur wird in der Saga als dumm, faul, böse, verlogen und aufbrausend beschrieben. In dem Streit zwischen Einar und Eldjarn hielt Einar Brestir und Beinir für besser, während Eldjarn Havgrímur für den besseren hielt. Eldjarn schlug Einar mit dem Holzstock, an dem der Schafskopf über das Feuer gehalten wird, auf die Schulter, daraufhin schlug Einar Eldjarn mit einer Axt auf den Kopf. Schmidt schreibt dazu, dass Eldjarn Kambhøttur eine flach konzipierte Figur sei, die lediglich eine Auslöserfunktion im Handlungsgang habe. Nachdem Eldjarn Kambhøttur zu Boden fällt und „nichts mehr sagt“, verschwindet er vorerst aus der Geschichte.
Havgrímur teilte Einar Suðringur daraufhin mit, er solle zu Brestir und Beinir nach Skúvoy fahren, wenn er die beiden für besser hielte. Das tat Einar. Er berichtete Brestir, der sich mit dem Gesetz auskannte, was passiert war und fragte ihn um Rat. Havgrímur fuhr ebenfalls nach Skúvoy und verlangte Entschädigung für das, was Eldjarn Kambhøttur angetan worden sei. Brestir schlug vor, dass man Ombudsmänner beauftragen solle, aber Havgrímur wollte davon nichts wissen. Havgrímur zitierte Einar zum Thing nach Tinganes. Dort klagte Havgrímur Einar an. Brestir und Beinir unterstützten Einar. Brestir erklärte, Eldjarn Kambhøttur habe uraltes Recht verletzt, indem er als erster einen unschuldigen Mann angegriffen habe. Dadurch verlor Havgrímur den Prozess und Eldjarn wurde geächtet. Young weist darauf hin, dass das Thing auf den Färöern sowohl exekutive als auch judikative Macht gehabt haben muss. Außerdem muss es einen Unterschied bedeutet haben, ob man eine Verhandlung mit Ombudsmännern führt oder am Thing. Die Saga gibt aber nicht notwendigerweise ein realistisches Bild. Laut Schmidt werden bei der Beschreibung der Gerichtsverhandlung isländische und norwegische Rechtsbegriffe benutzt. Diese Begriffe werden teilweise so zusammengesetzt, dass die Bedeutung unklar erscheint. Die Mischung der Rechtsbegriffe ist ein Stilmittel, um die Handlung ausländischer erscheinen zu lassen, klarzustellen, dass das Geschehen nicht in Island, sondern auf den Färöern stattfindet.
Havgrímur fuhr zu seinem Schwiegervater Snæúlvur und bat ihn um Hilfe, aber Snæúlvur weigerte sich, ihm zu helfen. Dann fuhr Havgrímur zu Tróndur í Gøtu. Der wies zwar auf seine Verwandtschaft mit Brestir und Beinir hin, war aber bereit, gegen eine regelmäßige Zahlung von Naturalien gegen seine Verwandten zu kämpfen. Zudem verlangte er, dass sein Onkel Svínoyar-Bjarni bei der Sache mitmachen müsse. Svínoyar-Bjarni erklärte sich gegen eine noch größere Bezahlung dazu bereit.
Brestir und Beinir hatten Höfe in Skúvoy und auf Stóra Dímun. Im Frühjahr 970 fuhren Brestir und Beinir mit ihren Söhnen Sigmundur Brestisson und Tóri Beinirsson zu der unbewohnten Insel Lítla Dímun, um Schafe dorthin auf die Weide zu bringen. Die Söhne waren zu der Zeit 9 beziehungsweise 11 Jahre alt. Auf der Rückfahrt nach Stóra Dímun wurde ihr Schiff von drei Schiffen an der Landung gehindert. Auf den drei Schiffen befanden sich Havgrímur, Tróndur í Gøtu, Svínoyar-Bjarni und jeweils elf andere Besatzungsmitglieder. Es gelang Brestir und Beinir an vorgelegenen Klippen an Land zu kommen. Havgrímur und Svínoyar-Bjarni griffen sie mit ihren Leuten an. Tróndur í Gøtu blieb aber mit seinen Leuten am Strand stehen und weigerte sich auch im weiteren Verlauf einzugreifen. Nach langem Kampf wurden Brestir und Beinir getötet, Havgrímur und fünf weitere Männer starben ebenfalls.
Sigmundur und Tóri hatten alles gesehen. Tróndur í Gøtu schlug vor, die beiden zu töten, damit sie den Mord an ihren Vätern nicht rächen könnten. Svínoyar-Bjarni lehnte das ab. Also erklärte sich Tróndur í Gøtu bereit, die Kinder aufzuziehen.

## Die besondere Stellung von Tróndur í Gøtu
Tróndur í Gøtu wird in dieser Saga unvorteilhaft dargestellt, sowohl was sein Aussehen angeht, als auch seine Gemütsverfassung und Intelligenz. Die Charaktere von Brestir und Beinir werden vorteilhaft dargestellt. Dies kann daran liegen, dass die Färingersaga eine Sammlung von Sagas war, die von Mönchen aufgeschrieben worden waren. Tróndur í Gøtu war Heide, die Mönche waren ihm gegenüber voreingenommen. Brestir und Beinir waren ebenfalls Heiden, aber Sigmundur Brestisson, Brestirs Sohn, leitete die Christianisierung der Färöer ein. Tróndur wird durch den Mord als Gegenspieler zu Sigmundur aufgebaut. Tróndurs Handlungsrahmen umschließt den von Sigmundur. Tróndur könnte durch seine Präsenz in der ganzen Färingersaga als Held der Saga gelten, wenn er sich nicht entgegen dem üblichen Ehrenkodex verhalten würde. Er zeigt sich mehrfach ehrlos, zum Beispiel dann, als er Sigmundur und Tóri töten will. Aber auch, weil er sich an den Kämpfen nicht selbst beteiligt. Durch den Mord an Brestir und Beinir wird Tróndur Herrscher über die Färöer. Er zieht Havgrímurs Sohn auf und erhält so Havgrímurs Besitz. Er schickt Sigmundur und Tóri zur Erziehung nach Norwegen und erhält so deren Land. Tróndur versucht nicht, die norwegische Herrschaft zu brechen und er will auch nicht die färöische Autonomie erreichen. Es geht ihm nur um seinen eigenen Gewinn.

## Þorleifur Repp
Der isländische Gelehrte Þorleifur Repp (1794–1857) identifizierte sich mit den Protagonisten Brestir und Beinir und übersetzte nur die Kapitel 4–7 der Färingersaga, die den Streit, die Gerichtsverhandlung und den Mord beschreiben, ab 1832 ins Englische. Seine Übersetzung ist die erste bekannte Übersetzung von Teilen der Färingersaga ins Englische. Im Streit zwischen Einar und Eldjarn steht im isländischen Originaltext die Formulierung „und sagte fortan nichts mehr“, was so interpretiert werden kann, dass Einar Eldjarn totgeschlagen hat, zumal Einar ihm mit einer Axt auf den Kopf schlägt. Repp übersetzte den Text dementsprechend. Repp schrieb die Übersetzung jedoch nicht nah am Text, sondern im Stil von Walter Scott, den er persönlich kannte und verehrte. So trug Repps Eldjarn zum Beispiel einen Kilt. Die Beschreibungen der Protagonisten waren übertrieben, ebenso die Dramatik der Handlung. Zudem schrieb Repp sich selbst als Thorleif the Earl's Skald in die Saga hinein.